# Thine Eyes Bleed
Thine Eyes Bleed är ett hardcore/death metalband från London, Ontario i Kanada. Under oktober/november 2006 deltog bandet i turnén The Unholy Alliance i Europa tillsammans med Slayer, Children of Bodom, Lamb of God och In Flames. Den 16 november kom turnén till Sverige och Hovet, Stockholm. Bandets Basist Johnny Araya är bror till Tom Araya som är Slayer's sångare.

## Bandmedlemmar
Nuvarande medlemma
- Justin Wolfe - sång (tidigare i Acacia)
- Jeff Phillips - gitarr (tidigare i Kittie)
- Johnny Araya - bas
- Darryl Stephens - trummor
- Nigel Curley - sologitarr

Tidigare medlemmar
- James Reid - sologitarr
- David Newell - sologitarr
- Derek Ward - sologitarr

## Diskografi
Studioalbum
- 2005 - In the Wake of Separation
- 2008 - Thine Eyes Bleed
- 2011 - The Embers Rise